# Sierra de Mayabona

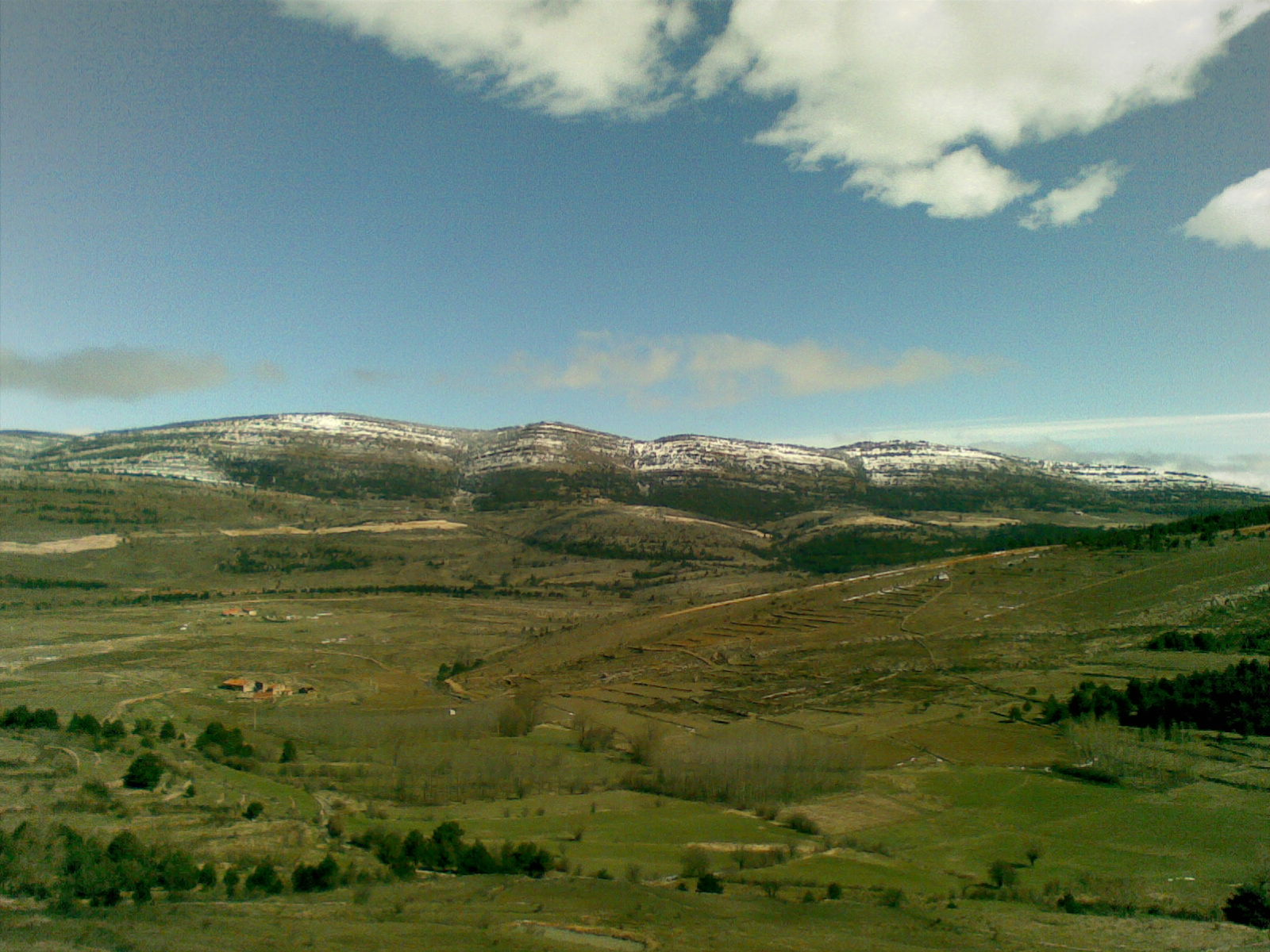
Vista de Las Sampolas desde Puertomingalvo.

La sierra de Mayabona o de Las Sampolas es una alineación montañosa del Sistema Ibérico que hace parte de la rama levantina y de la unidad morfoestructural llamada "Serranías de Gúdar". Se encuentra en la parte oriental de la provincia de Teruel.
La superficie de la sierra de Mayabona se reparte entre los términos municipales de Mosqueruela y Puertomingalvo.

## Hidrografía
La vertiente sur desagua hacia  barrancos de la cuenca del río Monleón mientras que la vertiente norte lo hace hacia el poljé de Mosqueruela, que a su vez desagua hacia el este en el río Mallo (que a su vez desagua en el Monleón).

## Geología
La sierra de Mayabona corresponde al sur del sinclinal de Fortanete.